# Bundesbrief von 1291

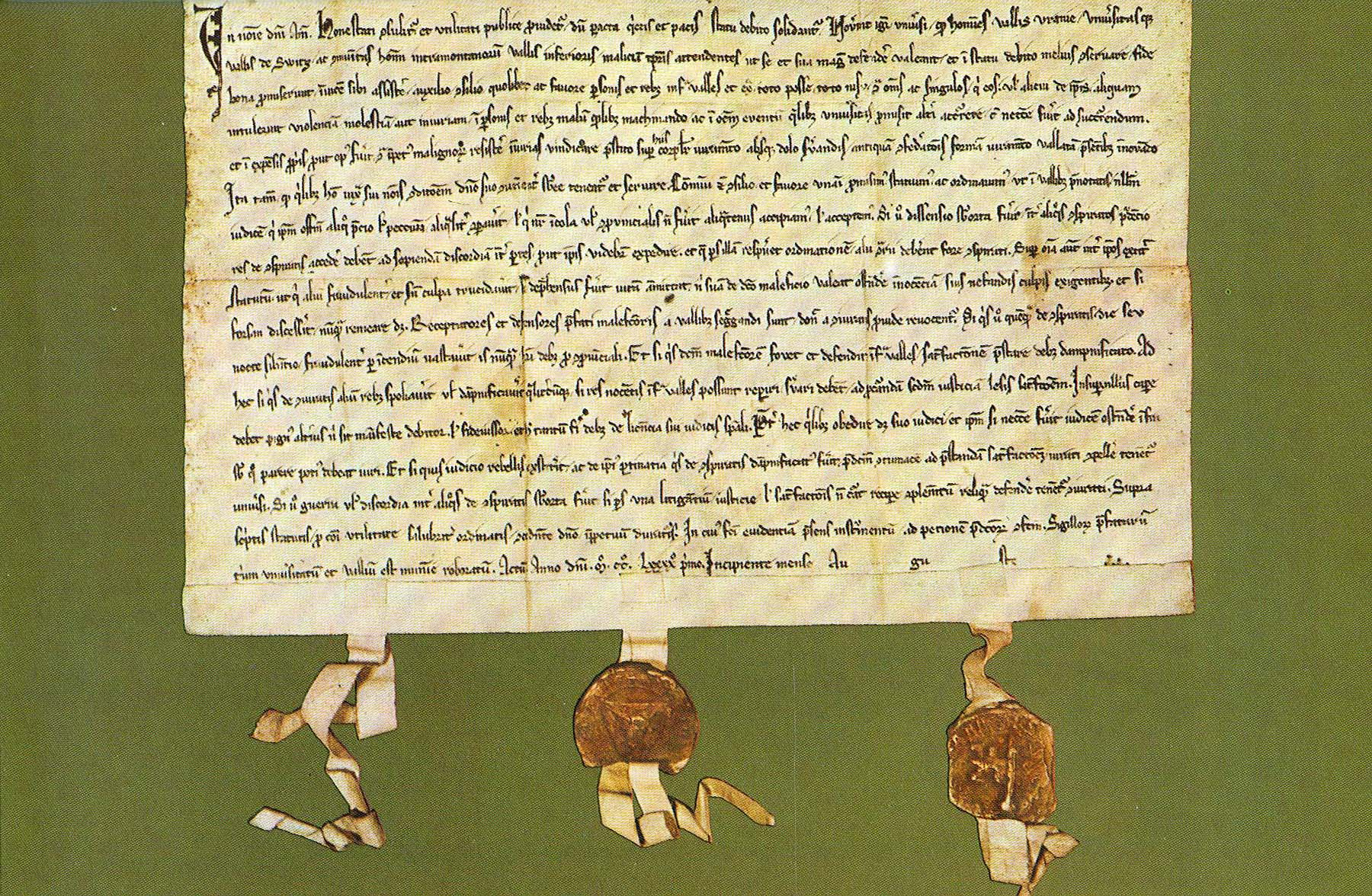
Sogenannter Schweizer Bundesbrief (datiert 1291)

Der sogenannte Bundesbrief von 1291 ist der bekannteste von mehreren Bundesbriefen und gilt in der traditionellen und populären Geschichtsschreibung als die Gründungsurkunde der Schweizerischen Eidgenossenschaft.
Er ist datiert auf Anfang August 1291. Der damalige Bund wurde von den lokalen Führungseliten in den Talschaften Uri, Schwyz und Unterwalden (oder Nidwalden, da der Text die «untere Talschaft» erwähnt) aufgestellt, womit diese gemeinhin als die ersten drei oder die Urkantone der späteren Eidgenossenschaft gelten. Er ist erhalten und im Bundesbriefmuseum in der Gemeinde Schwyz ausgestellt. Der Bundesbrief liegt als Pergamentblatt im Format 320 × 200 mm vor und umfasst 17 Zeilen in lateinischer Sprache und zwei verbundene Siegel. Das Siegel von Schwyz ging zwischen 1330 und 1920 verloren.

## Text
Ins Deutsche übersetzt, lautet der Text:

«In Gottes Namen Amen. Das öffentliche Ansehen und Wohl erfordert, dass Friedensordnungen dauernde Geltung gegeben werde. – Darum haben alle Leute der Talschaft Uri, die Gesamtheit des Tales Schwyz und die Gemeinde der Leute der unteren Talschaft von Unterwalden im Hinblick auf die Arglist der Zeit zu ihrem besseren Schutz und zu ihrer Erhaltung einander Beistand, Rat und Förderung mit Leib und Gut innerhalb ihrer Täler und ausserhalb nach ihrem ganzen Vermögen zugesagt gegen alle und jeden, die ihnen oder jemand aus ihnen Gewalt oder Unrecht an Leib oder Gut antun. – Und auf jeden Fall hat jede Gemeinde der andern Beistand auf eigene Kosten zur Abwehr und Vergeltung von böswilligem Angriff und Unrecht eidlich gelobt in Erneuerung des alten, eidlich bekräftigten Bundes, – jedoch in der Weise, dass jeder nach seinem Stand seinem Herren geziemend dienen soll. –
Wir haben auch einhellig gelobt und festgesetzt, dass wir in den Tälern durchaus keinen Richter, der das Amt irgendwie um Geld oder Geldeswert erworben hat oder nicht unser Einwohner oder Landmann ist, annehmen sollen. – Entsteht Streit unter Eidgenossen, so sollen die Einsichtigsten unter ihnen vermitteln und dem Teil, der den Spruch zurückweist, die anderen entgegentreten. – Vor allem ist bestimmt, dass, wer einen andern böswillig, ohne Schuld, tötet, wenn er nicht seine Unschuld erweisen kann, darum sein Leben verlieren soll und, falls er entwichen ist, niemals zurückkehren darf. Wer ihn aufnimmt und schützt, ist aus dem Land zu verweisen, bis ihn die Eidgenossen zurückrufen. – Schädigt einer einen Eidgenossen durch Brand, so darf er nimmermehr als Landmann geachtet werden, und wer ihn in den Tälern hegt und schützt, ist dem Geschädigten ersatzpflichtig. – Wer einen der Eidgenossen beraubt oder irgendwie schädigt, dessen Gut in den Tälern soll für den Schadenersatz haften. – Niemand soll einen andern, ausser einen anerkannten Schuldner oder Bürgen, pfänden und auch dann nur mit Erlaubnis seines Richters. – Im übrigen soll jeder seinem Richter gehorchen und, wo nötig, den Richter im Tal bezeichnen, vor dem er zu antworten hat. – Gehorcht einer dem Gericht nicht und es kommt ein Eidgenosse dadurch zu Schaden, so haben alle andern jenen zur Genugtuung anzuhalten. – Entsteht Krieg oder Zwietracht zwischen Eidgenossen und will ein Teil sich dem Rechtsspruch oder der Gutmachung entziehen, so sind die Eidgenossen gehalten, den andern zu schützen. – Diese Ordnungen sollen, so Gott will, dauernden Bestand haben.
Zu Urkund dessen ist auf Verlangen der Vorgenannten diese Urkunde gefertigt und mit den Siegeln der drei vorgenannten Gemeinden und Täler bekräftigt worden. Geschehen im Jahre des Herrn 1291 zu Anfang des Monats August.»

Das lateinische Original lautet:

“In nomine domini amen. Honestati consulitur et utilitati publice providetur, dum pacta quietis et pacis statu debito solidantur. Noverint igitur universi, quod homines vallis Uranie universitasque vallis de Switz ac communitas hominum Intramontanorum Vallis Inferioris maliciam temporis attendentes, ut se et sua magis defendere valeant et in statu debito melius conservare, fide bona promiserunt invicem sibi assistere auxilio, consilio quolibet ac favore, personis et rebus, infra valles et extra, toto posse, toto nisu contra omnes ac singulos, qui eis vel alicui de ipsis aliquam intulerint violenciam, molestiam aut iniuriam in personis et rebus malum quodlibet machinando. Ac in omnem eventum quelibet universitas promisit alteri accurrere, cum necesse fuerit, ad succurrendum et in expensis propriis, prout opus fuerit, contra impetus malignorum resistere, iniurias vindicare, prestito super hiis corporaliter iuramento absque dolo servandis antiquam confederationis formam iuramento vallatam presentibus innovando. Ita tamen, quod quilibet homo iuxta sui nominis conditionem domino suo convenienter subesse teneatur et servire. Communi etiam consilio et favore unanimi promisimus, statuimus ac ordinavimus, ut in vallibus prenotatis nullum iudicem, qui ipsum officium aliquo precio vel peccunia aliqualiter comparaverit vel qui noster incola vel conprovincialis non fuerit, aliquatenus accipiamus vel acceptamus. Si vero dissensio suborta fuerit inter aliquos conspiratos, prudenciores de conspiratis accedere debent ad sopiendam discordiam inter partes, prout ipsis videbitur expedire, et que pars illam respueret ordinationem, alii contrarii deberent fore conspirati. Super omnia autem inter ipsos extitit statutum, ut, qui alium fraudulenter et sine culpa trucidaverit, si deprehensus fuerit, vitam ammittat, nisi suam de dicto maleficio valeat ostendere innocenciam, suis nefandis culpis exigentibus, et si forsan discesserit, numquam remeare debet. Receptatores et defensores prefati malefactoris a vallibus segregandi sunt, donec a coniuratis provide revocentur. Si quis vero quemquam de conspiratis die seu nocte silentio fraudulenter per incendium vastaverit, is numquam haberi debet pro conprovinciali. Et si quis dictum malefactorem fovet et defendit infra valles, satisfactionem prestare debet dampnificato. Ad hec si quis de coniuratis alium rebus spoliaverit vel dampnificaverit qualitercumque, si res nocentis infra valles possunt reperiri, servari debent ad procurandam secundum iusticiam lesis satisfactionem. Insuper nullus capere debet pignus alterius, nisi sit manifeste debitor vel fideiussor, et hoc tantum fieri debet de licencia sui iudicis speciali. Preter hec quilibet obedire debet suo iudici et ipsum, si necesse fuerit, iudicem ostendere infra [valles], sub quo parere potius debeat iuri. Et si quis iudicio rebellis exstiterit ac de ipsius pertinatia quis de conspiratis dampnif[i]catus fuerit, predictum contumacem ad prestandam satisfactionem iurati conpellere tenentur universi. Si vero guerra vel discordia inter aliquos de conspiratis suborta fuerit, si pars una litigantium iusticie vel satisfactionis non curat recipere complementum, reliquam defendere tenentur coniurati. Suprascriptis statutis pro communi utilitate salubriter ordinatis concedente domino in perpetuum duraturis. In cuius facti evidentiam presens instrumentum ad peti[ci]onem predictorum confectum sigillorum prefatarum trium universitatum et vallium est munimine roboratum. Actum anno domini m° cc° Lxxxx° primo incipiente mense Augusto.”

## Beteiligung und Zweck
Im Text werden Uri, Schwyz und Nidwalden, nicht aber Obwalden erwähnt. Die Urkunde ist aber mit dem Siegel von Unterwalden versehen, welches sowohl für Nidwalden als auch für Obwalden galt. Es könnte sein, dass Obwalden später diesem Bund beitrat. Allerdings ist auch die lateinische Bezeichnung für Nidwalden unsicher, und es könnte auch das Urserental gemeint sein. Eine Siegelergänzung (wohl im Umfeld der Schlacht am Morgarten 1315) wäre nicht unüblich.
Der Bundesbrief ist im Grundsatz ein Rechtsdokument, das nach dem Tod des deutschen Königs Rudolf I. († 15. Juli 1291) die Rechtssicherheit im Allgemeinen in den Vordergrund stellte, die bestehenden Verhältnisse durch den lokalen Adel bestätigte und dadurch den Landfrieden sichern sollte. Nur zwei von sieben Absätzen sind für den Beistand im Kriegsfall relevant, der überwiegende Teil des Textes beschäftigt sich mit Fragen des Straf- und Zivilrechts. Insbesondere wird festgehalten, dass nur Männer aus den eigenen Reihen als Richter in Betracht kommen, dass ein Rechtsstreit also nicht vor einen fremden Fürsten getragen werden soll.

## Datierung und historische Bedeutung
Im Bundesbrief wird nicht die Gründung eines Verteidigungsbündnisses festgehalten, ebenso wenig ist er als Auflehnung gegen Habsburg zu verstehen. Allerdings ist überliefert, dass Rudolf im Umkreis der Alten Eidgenossenschaft unbeliebte Vögte einsetzte, so geschehen zum Beispiel mit Ulrich von Ramschwag in St. Gallen. Jener wurde unmittelbar nach Rudolfs Tod verjagt, und der Fürstabt Wilhelm von Montfort verbriefte seinen Bürgern in ähnlicher Form am 31. Juli gewisse Rechte ihm gegenüber. Klar wird im Bundesbrief von 1291 auf ein früheres Abkommen Bezug genommen, dessen Text jedoch nicht erhalten geblieben ist und welches ohnehin nicht zwingend als Dokument existierte. Somit ist der Bundesbrief wohl aus der Zeit der politischen Unsicherheit, aus der letztlich die Alte Eidgenossenschaft hervorging, zu verstehen. Deren Gründung war aber ein länger andauernder politischer Prozess, an dem eine grössere Anzahl oder ein «Geflecht» ähnlicher Bundesverträge teilhatten. Der Bundesbrief muss somit im Kontext mit zahlreichen anderen Landfrieden der damaligen Zeit gesehen werden, welche letztlich in der zweiten Hälfte des 14. Jahrhunderts zur alten Ordnung der Acht Alten Orte führte.
Die Urkunde trägt kein genaues Datum. Sie sei «Anfang August» 1291 verfasst worden. Die kritische Geschichtsschreibung wies ab 1966 darauf hin, dass der Bundesbrief mit an Sicherheit grenzender Wahrscheinlichkeit eine Fälschung, wie sie im Mittelalter gang und gäbe waren, aus der Zeit um 1400 darstelle.
Mit einer Datierung des verwendeten Pergaments durch die 14C-Methode (1992) wurde diese Ansicht widerlegt; das verwendete Pergament sei mit grösster Wahrscheinlichkeit um 1280 mit einem 85 %-Konfidenzintervall zwischen 1252 und 1312 gewonnen worden.
Dennoch wird nach wie vor die Möglichkeit in Betracht gezogen, der Bundesbrief könnte (geringfügig) rückdatiert sein;  Dokumente wurden in einer Zeit, zu welcher ein Handschlag viel wichtiger war, nur bei äusserem Bedarf erstellt, wobei Rückdatierungen ganz selbstverständlich waren. So vertrat Roger Sablonier (2008) die Meinung, der Bundesbrief könnte auf das Jahr 1309 datieren und im Zusammenhang des Erbstreits um die Herrschaft Rapperswil zwischen Habsburg und Werner von Homberg stehen. 1309 bestätigte König Heinrich VII. die Reichsunmittelbarkeit von Uri und Schwyz und bezog nun auch Unterwalden darin ein. In der neueren Forschung wird die Privilegierung von 1309 als bedeutender Schritt hin zur späteren Bündnisbildung betrachtet, die Bedeutung des Bundesbriefes hingegen wird unter anderem von Sablonier als überschätzt angesehen. Nebenbei äusserte Sablonier die Vermutung, mit der communitas hominum Intramontanorum Vallis Inferioris sei gar nicht Nidwalden gemeint, sondern das Urserental.

## Moderne Bedeutung
Zum ersten Mal wird der Bundesbrief von 1291 im Inventar des Schwyzer Archivs des Landschreibers Franz Anton Frischberg im Jahr 1724 erwähnt. 1760 gab ihn der Basler Jurist und Historiker Johann Heinrich Gleser heraus und wies zugleich seine Echtheit nach. Kurz zuvor wurde 1758 im Staatsarchiv Nidwalden in Stans eine deutsche Übersetzung des Bundesbriefs entdeckt, die um 1400 angefertigt worden sein soll.
Doch erst im späten 19. Jahrhundert, insbesondere beim 600-Jahr-Jubiläum 1891, schenkte man diesem Bundesbrief die Beachtung, die er heute geniesst. Zuvor wurde als Gründung der Schweiz meist der Bund von Brunnen angesehen, welcher am 9. Dezember 1315 nach der Schlacht bei Morgarten geschlossen wurde.
Aufgrund der Datierung des Dokuments auf «Anfang August» wurde der 1. August als Schweizer Bundesfeiertag ausgewählt.
Die Idee zu einem Bundesbriefarchiv in  Schwyz, das den Bundesbrief beherbergen sollte, geht auf 1891 zurück, seine Realisierung wurde aber bis in die 1930er Jahre verzögert. Im Jahre 1933 wurden dann in einem Architekturwettbewerb 43 Entwürfe eingereicht, den Joseph Beeler aus Zürich gewann. Besonders hervorgehoben wurde durch das Preisgericht die geglückte Öffnung des Baus durch Vorhalle und Arkaden sowie die Einfachheit und Angemessenheit der angewandten architektonischen Mittel. Der Bau des Archivgebäudes in den Jahren 1934 bis 1936 fiel in eine Zeit der inneren Unruhe (Frontenbewegung, Weltwirtschaftskrise) und der äusseren Bedrohung.
Im Sommer 2006 sorgte eine Leihgabe des Bundesbriefes an die Ausstellung Sister Republics im Museum für Verfassungsgeschichte des National Constitution Centers in Philadelphia (USA) bei einigen rechtsgerichteten Gruppen für Aufregung. Drei SVP-Nationalräte wollten den «identitätsstiftenden Brief» kaufen, nur um die Ausleihe zu verhindern. Der Kanton lehnte das Angebot ab; gerade eine Käuflichkeit des Dokuments entspräche ja wohl kaum dessen Sinn.